# Fantasilandia
Fantasilandia (in inglese Fantasy Island) è una serie televisiva statunitense prodotta da Spelling&Goldberg e Columbia e trasmessa per sette stagioni dal 1977 al 1984 su ABC.
Ideata da Gene Levitt, vedeva la presenza di Ricardo Montalbán e Hervé Villechaize nei due ruoli da protagonisti rispettivamente di Mr. Roarke e Tattoo.

## Trama
La serie narra di un'isola-vacanze particolare su cui gli ospiti possono realizzare i loro sogni. "Tenutari" dell'isola, il signor Roarke e il suo assistente Tattoo. Nella serie aleggia sempre un'atmosfera di ambiguità, per cui non è mai chiaro se i sogni siano stati realizzati tramite un qualche meccanismo magico (per cui sono state reali al 100%, finché sono durate, e questo è suggerito da diversi episodi della serie) o grazie a situazioni create ad hoc con attori (come a volte Roarke dice agli ospiti per farli tornare più serenamente alla loro vita "normale"). La serie ha anche una morale in quanto non sempre le vacanze con le situazioni immaginate si svolgevano come previsto dai protagonisti che finiscono col preferire la realtà. 

## Episodi
| Stagione         | Episodi | Prima TV USA | Prima TV Italia |
| ---------------- | ------- | ------------ | --------------- |
| Prima stagione   | 16      | 1977         |                 |
| Seconda stagione | 25      | 1978-1979    |                 |
| Terza stagione   | 23      | 1979-1980    |                 |
| Quarta stagione  | 24      | 1980-1981    |                 |
| Quinta stagione  | 22      | 1981-1982    |                 |
| Sesta stagione   | 22      | 1982-1983    |                 |
| Settima stagione | 22      | 1983-1984    |                 |

## Personaggi e interpreti
- Mr. Roarke (stagioni 1-7), interpretato da Ricardo Montalbán, doppiato in italiano da Rino Bolognesi.[1]
Mr. Roarke è un individuo enigmatico, apparentemente immortale, delle cui origini poco si conosce, proprietario e gestore dell'isola che ospita il resort Fantasilandia. È dotato di numerosi "superpoteri", che manifesta durante la realizzazione delle fantasie dei suoi ospiti, quali ad esempio ridare temporaneamente la vista ai ciechi o l'udito ai sordi, dotare gli altri del potere della telecinesi o viaggiare nel tempo.
- Tattoo (stagioni 1-6), interpretato da Hervé Villechaize, doppiato in italiano da Armando Bandini.[1]
Tattoo è l'assistente del Sig. Roarke, che lo aiuta nel suo compito di fornire agli ospiti la possibilità di vivere la loro fantasia sull'isola dove sorge il resort Fantasilandia. All'inizio di ogni episodio corre sul campanile per suonare la campana e annunciare dell'arrivo dell'aereo, gridando De plane! De plane!. Dopo la prima stagione, entra in scena con il suo go-kart personale, che guida un po' spericolatamente per raggiungere il Sig. Roarke e unirsi a lui nel dare il benvenuto agli ospiti.
- Lawrence (stagione 7), interpretato da Christopher Hewitt.[1]
- Cindy (stagione 2), interpretata da Kimberly Beck.[1]
- Julie (stagione 4), interpretata da Wendy Schaal.[1]

## Produzione
La serie è stata prodotta da Spelling-Goldberg Productions e Columbia Pictures Television La serie è stata girata tra le Hawaii e la California. Ricardo Montalbán ha diretto due episodi della sesta stagione.

### L'aereo

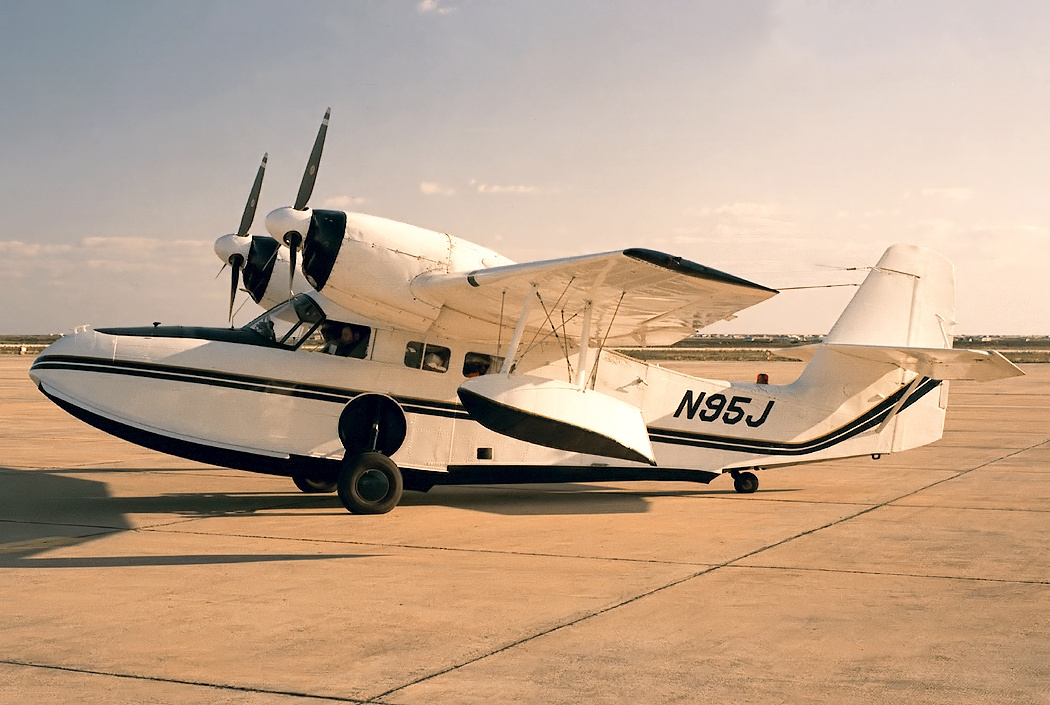
Un Grumman G-44 Widgeon simile a quello utilizzato nella serie

L'aereo utilizzato nella serie era uno SCAN 30, una versione su licenza di un idrovolante Grumman G-44 Widgeon, registro statunitense N4453. Fu prodotto dalla Société de Construction aéronavale (SCAN) a La Rochelle,in Francia, nel 1951, ma inizialmente non completato con i motori a causa dei risultati insoddisfacenti ottenuti in precedenza su altri SCAN Type 30 Widgeon con vari motori disponibili. Venne così smontato e immagazzinato fino al 1967, quando fu importato negli Stati Uniti, rimontato e infine completato utilizzando motori radiali Lycoming modello R-680 a nove cilindri e 300 CV in quella che fu chiamata conversione Mansdorf Gannet. Era uno dei pochi Widgeon convertiti con motori radiali.
L'aereo apparteneva all'autore Richard Bach, che lo menziona brevemente nel suo libro The Bridge Across Forever (tradotto in italiano come Un ponte sull'eternità) e, sebbene non menzioni esplicitamente la serie televisiva, fa capire chiaramente dal contesto che sta parlando di Fantasilandia. Venne noleggiato per la serie televisiva a una società di charter locale da una società di produzione a contratto e quasi tutte le riprese dell'aereo utilizzate nella serie e nei film sono state girate in un giorno e riciclate durante l'intera serie. Durante le riprese degli episodi veri e propri, gli ospiti scendono invece della parte posteriore dell'aereo di un modello ricostruito in cartapesta e compensato.
L'aereo è stato successivamente noleggiato o venduto a soggetti che lo hanno utilizzato per contrabbandare droga negli Stati Uniti e, in almeno un'occasione, si è schiantato in una palude. Venne quindi confiscato dalla DEA e venduto all'asta dal US Marshals Service. Cadde nuovamente nelle mani di altri trafficanti di droga e alla fine venne confiscato e venduto di nuovo. Negli anni novanta è stato coinvolto in un incidente, venendo in seguito ridipinto di rosso intenso. Venne quindi acquistato dalla Ozarks Auto Show, Inc., un antiquario di Hollister, in Missouri, che lo ha conservato in un hangar presso il M. Graham Clark Downtown Airport, vicino a Branson, sempre in Missouri, insieme a molti altri aerei di interesse speciale. L'aereo è stato talvolta utilizzato nel circuito di spettacoli aerei nel Midwest americano.

## Colonna sonora
Il tema musicale è stato composto da Laurence Rosenthal.

## Distribuzione
Un primo episodio pilota è stato trasmesso il 14 gennaio 1977 dal canale televisivo statunitense ABC, diviso in due parti e intitolato semplicemente Fantasy Island. Un secondo episodio pilota dal titolo Return to Fantasy Island è stato trasmesso, sempre diviso in due parti, il 20 gennaio 1978, subito seguito dalla serie, trasmessa regolarmente sul canale ABC dal 20 gennaio 1978 al 19 maggio 1984.
In Italia la serie è stata trasmessa su reti locali, dal 13 marzo 1980; da Rete 4, dal 2 gennaio 1984; da Italia 1, in replica, dal 1986; nuovamente in replica sulle reti locali; da Cielo, in replica, dal 3 luglio 2010; da Sky Atlantic HD, in replica, dal 23 novembre al 2 dicembre 2015.
Il doppiaggio in italiano è avvenuto per opera della Cinitalia Edizione, con la partecipazione della Cooperativa Sincrovox, i dialoghi italiani sono stati curati da Enrico Bomba e la direzione del doppiaggio è stata affidata a Daniela Faraoni.

## Opere derivate
- Nel 1998 ABC ha trasmesso il remake Fantasy Island, con nuove storie e nuovi attori, tra i quali Malcolm McDowell e Mädchen Amick. La nuova serie televisiva non ha ottenuto il successo sperato ed è stata cancellata dopo 13 episodi.

- Il 14 febbraio 2020 è uscito nelle sale cinematografiche statunitensi il film Fantasy Island, prequel della serie televisiva prodotto da Blumhouse Productions e Sony Pictures. Jeff Wadlow, regista e co-sceneggiatore di Obbligo o verità, ha diretto il film, sceneggiato dallo stesso Wadlow, Chris Roach e Jillian Jacobs.[5] Ambientato ai giorni nostri, vede i protagonisti giungere su un'isola dalle atmosfere dark e horror. Del cast del film fa parte Michael Peña nel ruolo di Mr. Roarke.

- Nel 2021 è stato messo in onda il sequel Fantasy Island, ideato da Elizabeth Craft e Sarah Fain, prodotto da Fox Entertainment e Gemstone Studios.[6] Della serie non è più protagonista Mr. Roarke, ma la di lui nipote Elena Roarke, interpretata dalla cantante e attrice portoricana Roselyn Sánchez.[6] Della serie sono state realizzate due stagioni, dopodiché la serie è stata cancellata.[6]

## Citazioni e omaggi
- Nel 1983 la Warner Bros. omaggiò Fantasilandia, prendendola come spunto per il suo lungometraggio Daffy Duck e l'isola fantastica.

## Riconoscimenti (parziale)
- Golden Globe
  - 1982 - Candidatura al miglior attore non protagonista in una serie a Hervé Villechaize.